# Hervé VIII de Léon
Pour les articles homonymes, voir Hervé de Léon.
Hervé VIII de Léon  est le fils d'Hervé VII de Léon et de Marguerite d'Avaugour.

## Biographie
Né en 1341 à La Roche-Maurice (Finistère) dans le château qui était le siège du fief des seigneurs de Léon, il décéda en 1363. Son acte de naissance a été conservé : 
« L'an de Notre Seigneur 1341, le dimanche après la translation de Saint-Martin, la nuit, deux heures environ avant le lever du soleil, naquit à la Roche-Morice, Hervé de Léon issu de parents de la plus haute noblesse. Il eut pour père Monseigneur Hervé de Léon et pour mère Madame Marguerite d'Avaugour (…) ».
Pendant la guerre de succession de Bretagne qui commence en 1341, les seigneurs de Léon prennent le parti de Charles de Blois notamment en raison de leurs liens avec la maison d´Avaugour. Hervé VII de Léon est capturé par les Anglais en 1342 et passe deux années enfermé dans la Tour de Londres. Il meurt en 1344 peu après sa libération. Le fief de La Roche-Maurice revient alors à son fils Hervé VIII de Léon âgé alors de 3 ans. Une mention sur la bible des seigneurs de Léon indique que ce fils est né à La Roche-Maurice en 1341. Pendant la guerre de succession de Bretagne, la situation est confuse. Le dernier seigneur de Léon meurt en 1363 sans héritier. Le fief revient par mariage à Jean Ier de Rohan. 
En 1363, Hervé VIII de Léon meurt sans héritier : la seigneurie de Léon échoit à sa sœur, Jeanne, épouse de Jean Ier de Rohan. La seigneurie dépend donc désormais de la maison de Rohan. Pendant 150 ans, en attendant de devenir vicomtes de Rohan, les fils aînés de Rohan s'installent jusqu'en 1517 dans le château de La Roche-Maurice sous le titre de seigneur de Léon.